# سيمون ساليناس
سيمون ساليناس (بالإنجليزية: Simon Salinas)‏ هو سياسي أمريكي، ولد في 1956. حزبياً، نشط في الحزب الديمقراطي. وقد انتخب عضو جمعية ولاية كاليفورنيا.